# Indigo Meadow
| Recensione | Giudizio |
| ---------- | -------- |
| AllMusic   |          |

Indigo Meadow è il quarto album discografico in studio del gruppo musicale statunitense The Black Angels, pubblicato nell'aprile 2013.

## Tracce
1. Indigo Meadow – 2:49
2. Evil Things – 3:44
3. Don't Play with Guns – 3:43
4. Holland – 4:03
5. The Day – 5:37
6. Love Me Forever – 3:10
7. Always Maybe – 4:09
8. War on Holiday – 2:35
9. Broken Soldier – 3:36
10. I Hear Colors (Chromaesthesia) – 4:04
11. Twisted Light – 3:21
12. You're Mine – 3:40
13. Black Isn't Black – 4:21